# Orlando Jorge Mera
Orlando Jorge Mera (Santiago de los Caballeros, 22 novembre 1966 – Santo Domingo, 6 giugno 2022) è stato un politico dominicano.

## Vita

### Origini e studi
Suo padre era Salvador Jorge Blanco, già presidente della Repubblica Dominicana tra il 1982 e il 1986.
Laureatosi in legge nel 1991 alla Pontificia Universidad Católica Madre y Maestra, insegnò per alcuni anni nella stessa e in altri istituti dominicani.

### Carriera politica
Mera durante la propria vita ha ricoperto diversi incarichi politici di rilievo nazionale: dal 1998 al 2000 è stato coordinatore di varie commissioni permanenti del Senato della Repubblica Dominicana, e inoltre coordinatore della Commissione Nazionale per la Protezione dei Diritti di Proprietà Intellettuale. Dal 2000 al 2004 è stato invece direttore dell'Instituto Dominicano de las Telecomunicaciones (INDOTEL).
A livello partitico fu tra i membri fondatori del Partito Rivoluzionario Moderno dopo la scissione del Partito Rivoluzionario Dominicano del 2014. Era perciò molto influente nel partito stesso, e nel 2020 venne nominato ministro dell'Ambiente dal nuovo presidente dominicano Luis Abinader, leader del PRM.

### Assassinio
Mera è stato assassinato il 6 giugno 2022 da Miguel Cruz, un imprenditore edile. L'azienda di Cruz si occupava di estrazioni minerarie fluviali, ed era stata pesantemente colpita dalle rigide politiche ambientali varate da Jorge Mera proprio contro lo sfruttamento dei fiumi. I due si conoscevano bene in quanto amici d'infanzia: il padre di Cruz era infatti capo di stato maggiore del presidente Jorge Blanco, padre del ministro. Cruz avrebbe sfruttato proprio questa vicinanza per essere ricevuto in privato da Mera, per poi freddarlo a colpi d'arma da fuoco come ritorsione.
Dopo il suo assassinio il presidente Abinader ha decretato tre giorni di lutto nazionale.

## Vita privata
Sposato con l'ambasciatrice dominicana in Brasile Patricia Villegas, aveva due figli, uno dei quali, Orlando Jorge Villegas (nato  nel 1991) è diventato nel 2020 membro della Camera dei deputati di Santo Domingo. La secondogenita, Patricia Jorge Villegas, è invece una suora del gruppo tradizionalista Araldi del Vangelo.